# Тевтобургска гора
Тевтобургската гора (на немски: Teutoburger Wald, Teuto) е планина в Долна Саксония и Северен Рейн-Вестфалия (Германия) с височина до 446.4 м.
До 1616 г. се казва „Osning“. 
Тевтобургската гора е известна с Битката в Тевтобургската гора между римляните и германите през 9 г.